# 城崎郡
- 令制国一覧 > 山陰道 > 但馬国 > 城崎郡
- 日本 > 近畿地方 > 兵庫県 > 城崎郡

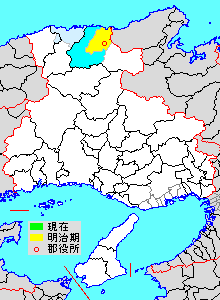
兵庫県城崎郡の位置（水色：後に他郡から編入した区域 薄水色：後に他郡から編入の後、再び他郡に編入された区域）

城崎郡（きのさきぐん）は、兵庫県（但馬国）にあった郡。

## 郡域
1879年（明治12年）に行政区画として発足した当時の郡域は、豊岡市の一部（但東町各町・出石町各町・日高町各町・竹野町各町および奥野、市場、三宅、香住、下鉢山、清冷寺、八社宮、伏、加陽、上佐野以南を除く）にあたる。

## 歴史

### 古代
古くは「城埼郡」とも記された。『和名抄』では「支乃佐木」と訓じている。

#### 郷
『和名類聚抄』に記される郡内の郷。
- 新田郷
- 城崎郷
- 三江郷
- 奈佐郷
- 田結郷
- 余戸郷

#### 式内社
『延喜式』神名帳に記される郡内の式内社。
| 神名帳                       | 神名帳         | 神名帳 | 神名帳       | 比定社           | 比定社                 | 比定社 | 集成 |
| 社名                         | 読み           | 格     | 付記         | 社名             | 所在地                 | 備考   | 集成 |
| ---------------------------- | -------------- | ------ | ------------ | ---------------- | ---------------------- | ------ | ---- |
| 城崎郡 21座（大1座・小20座） |                |        |              |                  |                        |        |      |
| 物部神社                     | モノノヘノ     | 小     |              | 韓國神社         | 兵庫県豊岡市飯谷       |        |      |
| 久麻神社                     | クマノ         | 小     |              | 久麻神社         | 兵庫県豊岡市福田       |        |      |
| 穴目杵神社                   | アナメキノ     | 小     |              | 穴目杵神社       | 兵庫県豊岡市大篠岡     |        |      |
| 女代神社                     | メシロノ       | 小     |              | 女代神社         | 兵庫県豊岡市九日市上町 |        |      |
| 与佐伎神社 （與佐伎神社）    | ヨサキノ       | 小     |              | 与佐伎神社       | 兵庫県豊岡市下鶴井     |        |      |
| 布久比神社                   | フクヒノ       | 小     |              | 布久比神社       | 兵庫県豊岡市栃江       |        |      |
| 小江神社                     | ヲエノ         | 小     |              | 小江神社         | 兵庫県豊岡市江野       |        |      |
| 久久比神社                   | ククヒノ       | 小     |              | 久久比神社       | 兵庫県豊岡市下宮       |        |      |
| 耳井神社                     | ミミヰノ       | 小     |              | 耳井神社         | 兵庫県豊岡市宮井       |        |      |
| 桃島神社 （桃嶋神社）        | モモシマノ     | 小     |              | 桃島神社         | 兵庫県豊岡市城崎町桃島 |        |      |
| 兵主神社                     |                | 小     |              | 兵主神社         | 兵庫県豊岡市赤石       |        |      |
| 深坂神社                     | フカサカ       | 小     |              | 深阪神社         | 兵庫県豊岡市三坂       |        |      |
| 兵主神社 二座                |                | 小     |              | 兵主神社         | 兵庫県豊岡市山本       |        |      |
| 気比神社 （氣比神社）        | ケヒ           | 小     |              | 気比神社         | 兵庫県豊岡市気比       |        |      |
| 久流比神社                   | クルヒ         | 小     |              | 久流比神社       | 兵庫県豊岡市城崎町来日 |        |      |
| 重浪神社                     | オモナミ シキ- | 小     |              | 重浪神社         | 兵庫県豊岡市畑上       |        |      |
| 県神社 （縣神社）            | アカタノ       | 小     |              | 小田井縣神社     | 兵庫県豊岡市小田井町   |        |      |
| 酒垂神社                     | サカタルノ     | 小     |              | 酒垂神社         | 兵庫県豊岡市法花寺     |        |      |
| 西刀神社                     | ニシトノ       | 小     |              | 西刀神社         | 兵庫県豊岡市瀬戸       |        |      |
| 海神社                       | アマノ         | 名神大 |              | （論）絹巻神社   | 兵庫県豊岡市気比       |        |      |
| 海神社                       | アマノ         | 名神大 | （参）海神社 | 兵庫県豊岡市小島 |                        |        |      |
| 凡例を表示                   |                |        |              |                  |                        |        |      |

### 近世以降の沿革
- 「旧高旧領取調帳データベース」に記載されている明治初年時点での支配は以下の通り[1]。幕府領は久美浜代官所が管轄。（1町77村）

| 知行   | 知行       | 村数     | 村名 |
| ------ | ---------- | -------- | --- |
| 幕府領 | 幕府領     | 50村     | 佐野村、駄坂村、木内村、大篠岡村、鎌田村、南谷村、祥雲寺村、法花寺村、馬路村、下宮村、山本村、金剛寺村、森村、赤石村、下鶴井村、飯谷村、畑上村、三原村、気比村、田結村、津居山村、瀬戸村、小島村、桃島村、楽々浦村、湯島村、今津村、戸島村、来日村、結村、簸磯村、上山村、伊賀谷村、江野村、岩熊村、新堂村、滝村、森津村、岩井村、栃江村、宮井村、庄村、吉井村、野垣村、福成寺村、大谷村、内町村、船谷村、辻村、目坂村 |
| 藩領   | 但馬豊岡藩 | 1町 27村 | 豊岡町、九日市上町村、九日市中町村、九日市下町村、大磯村、小尾崎村、妙楽寺村、戸枚村、高屋村、上陰村、六地蔵村、今森村、塩津村、江本村、中谷村、河谷村、百合地村、立野村、梶原村、火撫村、船町村、宮島村、野上村、一日市村、下陰村、福田村、庄境村、正法寺村 |

- 慶応4年
  - 4月19日（1868年5月11日） - 久美浜代官所の管轄地域が府中裁判所の管轄となる。
  - 閏4月28日（1868年6月18日） - 府中裁判所の管轄地域が久美浜県の管轄となる。
- 明治4年
  - 7月14日（1871年8月29日） - 廃藩置県により、藩領が豊岡県の管轄となる。
  - 11月2日（1871年12月13日） - 第1次府県統合により、全域が豊岡県の管轄となる。
- 明治9年（1876年）8月21日 - 第1次府県統合により兵庫県の管轄となる。
- 明治5年（1872年） - 下陰村の一部として扱われていた中陰村が独立。（1町78村）
- 明治12年（1879年）1月8日 - 郡区町村編制法の兵庫県での施行により、行政区画としての城崎郡が発足。「城崎美含郡役所」が豊岡町に設置され、美含郡とともに管轄。
- 明治16年（1883年） - 簸磯村が上山村に合併。（1町77村）

### 町村制以降の沿革

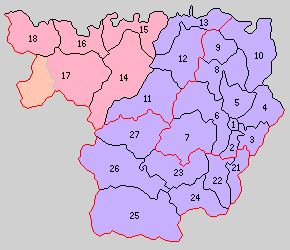
1.豊岡町 2.八条村 3.新田村 4.三江村 5.田鶴野村 6.五荘村 7.奈佐村 8.内川村 9.湯島村 10.港村 11.奥竹野村 12.中竹野村 13.竹野村 14.奥佐津村 15.口佐津村 16.香住村 17.長井村 18.余部村 21.中筋村 22.国府村 23.八代村 24.日高村 25.三方村 26.西気村・清滝村 27.三椒村（紫：豊岡市 赤：美方郡香美町 橙：美方郡新温泉町）

- 明治22年（1889年） - 町村制の施行により、以下の町村が発足。全域が現・豊岡市。（1町9村）
  - 豊岡町（豊岡町[12]が単独町制）
  - 八条村 ← 佐野村、九日市上町村、九日市中町村、妙楽寺村、九日市下町村、小尾崎村、大磯村
  - 新田村 ← 塩津村、江本村、今森村、駄坂村、木内村、大篠岡村、中谷村、河谷村、百合地村、立野村
  - 三江村 ← 法花寺村、祥雲寺村、南谷村、馬路村、鎌田村、下宮村、庄境村、梶原村、火撫村、六地蔵村
  - 田鶴野村 ← 船町村、山本村、金剛寺村、森村、宮島村、野上村、下鶴井村、赤石村、一日市村
  - 五荘村 ← 正法寺村、戸牧村、高屋村、上陰村、中陰村、下陰村、福田村、栃江村、森津村、滝村、新堂村、岩熊村、江野村、伊賀谷村
  - 奈佐村 ← 宮井村、岩井村、庄村、吉井村、野垣村、福成寺村、大谷村、内町村、辻村、目坂村、船谷村
  - 内川村 ← 上山村、来日村、結村、戸島村、楽々浦村、飯谷村
  - 湯島村 ← 今津村、湯島村、桃島村
  - 港村 ← 小島村、瀬戸村、津居山村、気比村、田結村、畑上村、三原村
- 明治28年（1895年）3月15日 - 湯島村が町制施行・改称して城崎町となる。（2町8村）
- 明治29年（1896年）
  - 4月1日 - 郡制の施行のため、城崎郡・美含郡・気多郡の区域をもって、改めて城崎郡が発足。下記の各村が本郡の所属となる。（2町24村）
    - 旧・美含郡（8村） - 奥竹野村、中竹野村、竹野村（現・豊岡市）、奥佐津村、口佐津村、香住村（現・美方郡香美町）、長井村（現・美方郡香美町、美方郡新温泉町）、余部村（現・美方郡香美町）
    - 旧・気多郡（8村） - 中筋村、国府村、八代村、日高村、三方村、西気村、清滝村、三椒村（現・豊岡市）

  - 7月1日 - 郡制を施行。郡役所が豊岡町に設置。
- 大正元年（1912年）10月1日 - 長井村の一部（久斗山村）が美方郡大庭村に編入。
- 大正12年（1923年）4月1日 - 郡会が廃止。郡役所は存続。
- 大正14年（1925年）
  - 10月1日 - 香住村が町制施行して香住町となる。（3町23村）
  - 11月1日 - 日高村が町制施行して日高町となる。（4町22村）
- 大正15年（1926年）7月1日 - 郡役所が廃止。以降は地域区分名称となる。
- 昭和8年（1933年）4月1日 - 八条村および新田村の一部（立野）が豊岡町に編入。（4町21村）
- 昭和18年（1943年）
  - 4月1日 - 田鶴野村が豊岡町に編入。（4町20村）
  - 8月1日 - 三江村が豊岡町に編入。（4町19村）
- 昭和25年（1950年）4月1日 - 豊岡町・五荘村・新田村・中筋村が合併して豊岡市が発足し、郡より離脱。（3町16村）
- 昭和30年（1955年）
  - 2月1日
    - 日高町が養父郡宿南村の一部（赤崎・朝倉）を編入。
    - 城崎町・内川村が合併し、改めて城崎町が発足。（3町15村）

  - 3月3日 - 三椒村・竹野村・中竹野村・奥竹野村が合併し、改めて竹野村が発足。（3町12村）
  - 3月25日（3町3村）
    - 国府村・八代村・日高町・三方村・西気村・清滝村が合併し、改めて日高町が発足。
    - 奥佐津村・口佐津村・香住町・長井村・余部村が合併し、改めて香住町が発足。

  - 4月1日 - 奈佐村・港村が豊岡市に編入。（3町1村）
- 昭和32年（1957年）4月1日 - 竹野村が町制施行して竹野町となる。（4町）
- 昭和33年（1958年）1月1日 - 日高町の一部（上佐野）が豊岡市に編入。
- 昭和51年（1976年）9月1日 - 以下の境界変更を実施[13]。
  - 豊岡市の一部（引野字上河原の一部）が日高町に編入。
  - 日高町の一部（西芝字大向野の一部）が豊岡市に編入。
- 平成17年（2005年）4月1日 - 以下の変更により城崎郡消滅。
  - 城崎町・竹野町・日高町が豊岡市・出石郡出石町・但東町と合併し、改めて豊岡市が発足。
  - 香住町が美方郡村岡町・美方町と合併して美方郡香美町が発足。

### 変遷表
| 旧 郡    | 明治以前     | 明治初年 - 明治22年    | 明治22年 4月1日 町村制施行 | 明治22年 - 明治29年             | 明治29年 4月1日          | 明治29年 - 昭和20年                | 昭和21年 - 昭和30年          | 昭和21年 - 昭和30年          | 昭和31年 - 昭和64年         | 平成元年 - 現在                | 現在            |
| -------- | ------------ | ---------------------- | -------------------------- | ------------------------------- | ------------------------ | ---------------------------------- | ---------------------------- | ---------------------------- | --------------------------- | ------------------------------ | --------------- |
| 美 含 郡 | 久斗山村     | 久斗山村               | 長井村                     | 長井村                          | 所属変更 城崎郡 長井村   | 大正元年10月1日 美方郡大庭村に編入 | 昭和29年10月1日 美方郡温泉町 | 昭和29年10月1日 美方郡温泉町 | 美方郡温泉町                | 平成17年10月1日 美方郡新温泉町 | 美方郡 新温泉町 |
| 美 含 郡 | 守柄村       | 守柄村                 | 長井村                     | 長井村                          | 所属変更 城崎郡 長井村   | 長井村                             | 長井村                       | 昭和30年3月25日 香住町       | 香住町                      | 平成17年4月1日 美方郡香美町    | 美方郡 香美町   |
| 美 含 郡 | 加鹿野村     | 加鹿野村               | 長井村                     | 長井村                          | 所属変更 城崎郡 長井村   | 長井村                             | 長井村                       | 昭和30年3月25日 香住町       | 香住町                      | 平成17年4月1日 美方郡香美町    | 美方郡 香美町   |
| 美 含 郡 | 三谷村       | 三谷村                 | 長井村                     | 長井村                          | 所属変更 城崎郡 長井村   | 長井村                             | 長井村                       | 昭和30年3月25日 香住町       | 香住町                      | 平成17年4月1日 美方郡香美町    | 美方郡 香美町   |
| 美 含 郡 | 大谷村       | 大谷村                 | 長井村                     | 長井村                          | 所属変更 城崎郡 長井村   | 長井村                             | 長井村                       | 昭和30年3月25日 香住町       | 香住町                      | 平成17年4月1日 美方郡香美町    | 美方郡 香美町   |
| 美 含 郡 | 大野村       | 大野村                 | 長井村                     | 長井村                          | 所属変更 城崎郡 長井村   | 長井村                             | 長井村                       | 昭和30年3月25日 香住町       | 香住町                      | 平成17年4月1日 美方郡香美町    | 美方郡 香美町   |
| 美 含 郡 | 小原村       | 小原村                 | 長井村                     | 長井村                          | 所属変更 城崎郡 長井村   | 長井村                             | 長井村                       | 昭和30年3月25日 香住町       | 香住町                      | 平成17年4月1日 美方郡香美町    | 美方郡 香美町   |
| 美 含 郡 | 中野村       | 中野村                 | 長井村                     | 長井村                          | 所属変更 城崎郡 長井村   | 長井村                             | 長井村                       | 昭和30年3月25日 香住町       | 香住町                      | 平成17年4月1日 美方郡香美町    | 美方郡 香美町   |
| 美 含 郡 | 藤村         | 藤村                   | 長井村                     | 長井村                          | 所属変更 城崎郡 長井村   | 長井村                             | 長井村                       | 昭和30年3月25日 香住町       | 香住町                      | 平成17年4月1日 美方郡香美町    | 美方郡 香美町   |
| 美 含 郡 | 八原村       | 八原村                 | 長井村                     | 長井村                          | 所属変更 城崎郡 長井村   | 長井村                             | 長井村                       | 昭和30年3月25日 香住町       | 香住町                      | 平成17年4月1日 美方郡香美町    | 美方郡 香美町   |
| 美 含 郡 | 境村         | 境村                   | 香住村                     | 香住村                          | 所属変更 城崎郡 香住村   | 大正14年10月1日 町制 香住町        | 香住町                       | 昭和30年3月25日 香住町       | 香住町                      | 平成17年4月1日 美方郡香美町    | 美方郡 香美町   |
| 美 含 郡 | 一日市村     | 一日市村               | 香住村                     | 香住村                          | 所属変更 城崎郡 香住村   | 大正14年10月1日 町制 香住町        | 香住町                       | 昭和30年3月25日 香住町       | 香住町                      | 平成17年4月1日 美方郡香美町    | 美方郡 香美町   |
| 美 含 郡 | 若松村       | 若松村                 | 香住村                     | 香住村                          | 所属変更 城崎郡 香住村   | 大正14年10月1日 町制 香住町        | 香住町                       | 昭和30年3月25日 香住町       | 香住町                      | 平成17年4月1日 美方郡香美町    | 美方郡 香美町   |
| 美 含 郡 | 香住村       | 香住村                 | 香住村                     | 香住村                          | 所属変更 城崎郡 香住村   | 大正14年10月1日 町制 香住町        | 香住町                       | 昭和30年3月25日 香住町       | 香住町                      | 平成17年4月1日 美方郡香美町    | 美方郡 香美町   |
| 美 含 郡 | 七日市村     | 七日市村               | 香住村                     | 香住村                          | 所属変更 城崎郡 香住村   | 大正14年10月1日 町制 香住町        | 香住町                       | 昭和30年3月25日 香住町       | 香住町                      | 平成17年4月1日 美方郡香美町    | 美方郡 香美町   |
| 美 含 郡 | 森村         | 森村                   | 香住村                     | 香住村                          | 所属変更 城崎郡 香住村   | 大正14年10月1日 町制 香住町        | 香住町                       | 昭和30年3月25日 香住町       | 香住町                      | 平成17年4月1日 美方郡香美町    | 美方郡 香美町   |
| 美 含 郡 | 間室村       | 間室村                 | 香住村                     | 香住村                          | 所属変更 城崎郡 香住村   | 大正14年10月1日 町制 香住町        | 香住町                       | 昭和30年3月25日 香住町       | 香住町                      | 平成17年4月1日 美方郡香美町    | 美方郡 香美町   |
| 美 含 郡 | 油良村       | 油良村                 | 香住村                     | 香住村                          | 所属変更 城崎郡 香住村   | 大正14年10月1日 町制 香住町        | 香住町                       | 昭和30年3月25日 香住町       | 香住町                      | 平成17年4月1日 美方郡香美町    | 美方郡 香美町   |
| 美 含 郡 | 矢田村       | 矢田村                 | 香住村                     | 香住村                          | 所属変更 城崎郡 香住村   | 大正14年10月1日 町制 香住町        | 香住町                       | 昭和30年3月25日 香住町       | 香住町                      | 平成17年4月1日 美方郡香美町    | 美方郡 香美町   |
| 美 含 郡 | 下浜村       | 下浜村                 | 香住村                     | 香住村                          | 所属変更 城崎郡 香住村   | 大正14年10月1日 町制 香住町        | 香住町                       | 昭和30年3月25日 香住町       | 香住町                      | 平成17年4月1日 美方郡香美町    | 美方郡 香美町   |
| 美 含 郡 | 九斗村       | 九斗村                 | 奥佐津村                   | 奥佐津村                        | 所属変更 城崎郡 奥佐津村 | 奥佐津村                           | 奥佐津村                     | 昭和30年3月25日 香住町       | 香住町                      | 平成17年4月1日 美方郡香美町    | 美方郡 香美町   |
| 美 含 郡 | 米地村       | 米地村                 | 奥佐津村                   | 奥佐津村                        | 所属変更 城崎郡 奥佐津村 | 奥佐津村                           | 奥佐津村                     | 昭和30年3月25日 香住町       | 香住町                      | 平成17年4月1日 美方郡香美町    | 美方郡 香美町   |
| 美 含 郡 | 丹生地村     | 丹生地村               | 奥佐津村                   | 奥佐津村                        | 所属変更 城崎郡 奥佐津村 | 奥佐津村                           | 奥佐津村                     | 昭和30年3月25日 香住町       | 香住町                      | 平成17年4月1日 美方郡香美町    | 美方郡 香美町   |
| 美 含 郡 | 下岡村       | 下岡村                 | 奥佐津村                   | 奥佐津村                        | 所属変更 城崎郡 奥佐津村 | 奥佐津村                           | 奥佐津村                     | 昭和30年3月25日 香住町       | 香住町                      | 平成17年4月1日 美方郡香美町    | 美方郡 香美町   |
| 美 含 郡 | 上岡村       | 上岡村                 | 奥佐津村                   | 奥佐津村                        | 所属変更 城崎郡 奥佐津村 | 奥佐津村                           | 奥佐津村                     | 昭和30年3月25日 香住町       | 香住町                      | 平成17年4月1日 美方郡香美町    | 美方郡 香美町   |
| 美 含 郡 | 隼人村       | 隼人村                 | 奥佐津村                   | 奥佐津村                        | 所属変更 城崎郡 奥佐津村 | 奥佐津村                           | 奥佐津村                     | 昭和30年3月25日 香住町       | 香住町                      | 平成17年4月1日 美方郡香美町    | 美方郡 香美町   |
| 美 含 郡 | 畑村         | 畑村                   | 奥佐津村                   | 奥佐津村                        | 所属変更 城崎郡 奥佐津村 | 奥佐津村                           | 奥佐津村                     | 昭和30年3月25日 香住町       | 香住町                      | 平成17年4月1日 美方郡香美町    | 美方郡 香美町   |
| 美 含 郡 | 三川村       | 三川村                 | 奥佐津村                   | 奥佐津村                        | 所属変更 城崎郡 奥佐津村 | 奥佐津村                           | 奥佐津村                     | 昭和30年3月25日 香住町       | 香住町                      | 平成17年4月1日 美方郡香美町    | 美方郡 香美町   |
| 美 含 郡 | 土生村       | 土生村                 | 奥佐津村                   | 奥佐津村                        | 所属変更 城崎郡 奥佐津村 | 奥佐津村                           | 奥佐津村                     | 昭和30年3月25日 香住町       | 香住町                      | 平成17年4月1日 美方郡香美町    | 美方郡 香美町   |
| 美 含 郡 | 本見塚村     | 本見塚村               | 奥佐津村                   | 奥佐津村                        | 所属変更 城崎郡 奥佐津村 | 奥佐津村                           | 奥佐津村                     | 昭和30年3月25日 香住町       | 香住町                      | 平成17年4月1日 美方郡香美町    | 美方郡 香美町   |
| 美 含 郡 | 奥安木村     | 明治15年 安木村        | 口佐津村                   | 口佐津村                        | 所属変更 城崎郡 口佐津村 | 口佐津村                           | 口佐津村                     | 昭和30年3月25日 香住町       | 香住町                      | 平成17年4月1日 美方郡香美町    | 美方郡 香美町   |
| 美 含 郡 | 浜安木村     | 明治15年 安木村        | 口佐津村                   | 口佐津村                        | 所属変更 城崎郡 口佐津村 | 口佐津村                           | 口佐津村                     | 昭和30年3月25日 香住町       | 香住町                      | 平成17年4月1日 美方郡香美町    | 美方郡 香美町   |
| 美 含 郡 | 相谷村       | 相谷村                 | 口佐津村                   | 口佐津村                        | 所属変更 城崎郡 口佐津村 | 口佐津村                           | 口佐津村                     | 昭和30年3月25日 香住町       | 香住町                      | 平成17年4月1日 美方郡香美町    | 美方郡 香美町   |
| 美 含 郡 | 訓谷村       | 訓谷村                 | 口佐津村                   | 口佐津村                        | 所属変更 城崎郡 口佐津村 | 口佐津村                           | 口佐津村                     | 昭和30年3月25日 香住町       | 香住町                      | 平成17年4月1日 美方郡香美町    | 美方郡 香美町   |
| 美 含 郡 | 無南垣村     | 無南垣村               | 口佐津村                   | 口佐津村                        | 所属変更 城崎郡 口佐津村 | 口佐津村                           | 口佐津村                     | 昭和30年3月25日 香住町       | 香住町                      | 平成17年4月1日 美方郡香美町    | 美方郡 香美町   |
| 美 含 郡 | 浦上村       | 浦上村                 | 口佐津村                   | 口佐津村                        | 所属変更 城崎郡 口佐津村 | 口佐津村                           | 口佐津村                     | 昭和30年3月25日 香住町       | 香住町                      | 平成17年4月1日 美方郡香美町    | 美方郡 香美町   |
| 美 含 郡 | 上村         | 上村                   | 口佐津村                   | 口佐津村                        | 所属変更 城崎郡 口佐津村 | 口佐津村                           | 口佐津村                     | 昭和30年3月25日 香住町       | 香住町                      | 平成17年4月1日 美方郡香美町    | 美方郡 香美町   |
| 美 含 郡 | 沖浦村       | 沖浦村                 | 口佐津村                   | 口佐津村                        | 所属変更 城崎郡 口佐津村 | 口佐津村                           | 口佐津村                     | 昭和30年3月25日 香住町       | 香住町                      | 平成17年4月1日 美方郡香美町    | 美方郡 香美町   |
| 美 含 郡 | 余部村       | 余部村                 | 余部村                     | 余部村                          | 所属変更 城崎郡 余部村   | 余部村                             | 余部村                       | 昭和30年3月25日 香住町       | 香住町                      | 平成17年4月1日 美方郡香美町    | 美方郡 香美町   |
| 美 含 郡 | 鎧村         | 鎧村                   | 余部村                     | 余部村                          | 所属変更 城崎郡 余部村   | 余部村                             | 余部村                       | 昭和30年3月25日 香住町       | 香住町                      | 平成17年4月1日 美方郡香美町    | 美方郡 香美町   |
| 美 含 郡 | 竹野村       | 竹野村                 | 竹野村                     | 竹野村                          | 所属変更 城崎郡 竹野村   | 竹野村                             | 竹野村                       | 昭和30年3月3日 竹野村        | 昭和32年4月1日 町制 竹野町  | 平成17年4月1日 豊岡市          | 豊岡市          |
| 美 含 郡 | 切浜村       | 切浜村                 | 竹野村                     | 竹野村                          | 所属変更 城崎郡 竹野村   | 竹野村                             | 竹野村                       | 昭和30年3月3日 竹野村        | 昭和32年4月1日 町制 竹野町  | 平成17年4月1日 豊岡市          | 豊岡市          |
| 美 含 郡 | 浜須井村     | 浜須井村               | 竹野村                     | 竹野村                          | 所属変更 城崎郡 竹野村   | 竹野村                             | 竹野村                       | 昭和30年3月3日 竹野村        | 昭和32年4月1日 町制 竹野町  | 平成17年4月1日 豊岡市          | 豊岡市          |
| 美 含 郡 | 奥須井村     | 奥須井村               | 竹野村                     | 竹野村                          | 所属変更 城崎郡 竹野村   | 竹野村                             | 竹野村                       | 昭和30年3月3日 竹野村        | 昭和32年4月1日 町制 竹野町  | 平成17年4月1日 豊岡市          | 豊岡市          |
| 美 含 郡 | 宇日村       | 宇日村                 | 竹野村                     | 竹野村                          | 所属変更 城崎郡 竹野村   | 竹野村                             | 竹野村                       | 昭和30年3月3日 竹野村        | 昭和32年4月1日 町制 竹野町  | 平成17年4月1日 豊岡市          | 豊岡市          |
| 美 含 郡 | 田久日村     | 田久日村               | 竹野村                     | 竹野村                          | 所属変更 城崎郡 竹野村   | 竹野村                             | 竹野村                       | 昭和30年3月3日 竹野村        | 昭和32年4月1日 町制 竹野町  | 平成17年4月1日 豊岡市          | 豊岡市          |
| 美 含 郡 | 林村         | 林村                   | 中竹野村                   | 中竹野村                        | 所属変更 城崎郡 中竹野村 | 中竹野村                           | 中竹野村                     | 昭和30年3月3日 竹野村        | 昭和32年4月1日 町制 竹野町  | 平成17年4月1日 豊岡市          | 豊岡市          |
| 美 含 郡 | 下塚村       | 下塚村                 | 中竹野村                   | 中竹野村                        | 所属変更 城崎郡 中竹野村 | 中竹野村                           | 中竹野村                     | 昭和30年3月3日 竹野村        | 昭和32年4月1日 町制 竹野町  | 平成17年4月1日 豊岡市          | 豊岡市          |
| 美 含 郡 | 金原村       | 金原村                 | 中竹野村                   | 中竹野村                        | 所属変更 城崎郡 中竹野村 | 中竹野村                           | 中竹野村                     | 昭和30年3月3日 竹野村        | 昭和32年4月1日 町制 竹野町  | 平成17年4月1日 豊岡市          | 豊岡市          |
| 美 含 郡 | 轟村         | 轟村                   | 中竹野村                   | 中竹野村                        | 所属変更 城崎郡 中竹野村 | 中竹野村                           | 中竹野村                     | 昭和30年3月3日 竹野村        | 昭和32年4月1日 町制 竹野町  | 平成17年4月1日 豊岡市          | 豊岡市          |
| 美 含 郡 | 小丸村       | 小丸村                 | 中竹野村                   | 中竹野村                        | 所属変更 城崎郡 中竹野村 | 中竹野村                           | 中竹野村                     | 昭和30年3月3日 竹野村        | 昭和32年4月1日 町制 竹野町  | 平成17年4月1日 豊岡市          | 豊岡市          |
| 美 含 郡 | 鬼神谷村     | 鬼神谷村               | 中竹野村                   | 中竹野村                        | 所属変更 城崎郡 中竹野村 | 中竹野村                           | 中竹野村                     | 昭和30年3月3日 竹野村        | 昭和32年4月1日 町制 竹野町  | 平成17年4月1日 豊岡市          | 豊岡市          |
| 美 含 郡 | 須谷村       | 須谷村                 | 中竹野村                   | 中竹野村                        | 所属変更 城崎郡 中竹野村 | 中竹野村                           | 中竹野村                     | 昭和30年3月3日 竹野村        | 昭和32年4月1日 町制 竹野町  | 平成17年4月1日 豊岡市          | 豊岡市          |
| 美 含 郡 | 芦谷村       | 芦谷村                 | 中竹野村                   | 中竹野村                        | 所属変更 城崎郡 中竹野村 | 中竹野村                           | 中竹野村                     | 昭和30年3月3日 竹野村        | 昭和32年4月1日 町制 竹野町  | 平成17年4月1日 豊岡市          | 豊岡市          |
| 美 含 郡 | 阿金谷村     | 阿金谷村               | 中竹野村                   | 中竹野村                        | 所属変更 城崎郡 中竹野村 | 中竹野村                           | 中竹野村                     | 昭和30年3月3日 竹野村        | 昭和32年4月1日 町制 竹野町  | 平成17年4月1日 豊岡市          | 豊岡市          |
| 美 含 郡 | 和田村       | 和田村                 | 中竹野村                   | 中竹野村                        | 所属変更 城崎郡 中竹野村 | 中竹野村                           | 中竹野村                     | 昭和30年3月3日 竹野村        | 昭和32年4月1日 町制 竹野町  | 平成17年4月1日 豊岡市          | 豊岡市          |
| 美 含 郡 | 羽入村       | 羽入村                 | 中竹野村                   | 中竹野村                        | 所属変更 城崎郡 中竹野村 | 中竹野村                           | 中竹野村                     | 昭和30年3月3日 竹野村        | 昭和32年4月1日 町制 竹野町  | 平成17年4月1日 豊岡市          | 豊岡市          |
| 美 含 郡 | 松本村       | 松本村                 | 中竹野村                   | 中竹野村                        | 所属変更 城崎郡 中竹野村 | 中竹野村                           | 中竹野村                     | 昭和30年3月3日 竹野村        | 昭和32年4月1日 町制 竹野町  | 平成17年4月1日 豊岡市          | 豊岡市          |
| 美 含 郡 | 草飼村       | 草飼村                 | 中竹野村                   | 中竹野村                        | 所属変更 城崎郡 中竹野村 | 中竹野村                           | 中竹野村                     | 昭和30年3月3日 竹野村        | 昭和32年4月1日 町制 竹野町  | 平成17年4月1日 豊岡市          | 豊岡市          |
| 美 含 郡 | 大谷村       | 明治初年 改称 東大谷村 | 中竹野村                   | 中竹野村                        | 所属変更 城崎郡 中竹野村 | 中竹野村                           | 中竹野村                     | 昭和30年3月3日 竹野村        | 昭和32年4月1日 町制 竹野町  | 平成17年4月1日 豊岡市          | 豊岡市          |
| 美 含 郡 | 河南谷村     | 河南谷村               | 奥竹野村                   | 奥竹野村                        | 所属変更 城崎郡 奥竹野村 | 奥竹野村                           | 奥竹野村                     | 昭和30年3月3日 竹野村        | 昭和32年4月1日 町制 竹野町  | 平成17年4月1日 豊岡市          | 豊岡市          |
| 美 含 郡 | 桑野本村     | 桑野本村               | 奥竹野村                   | 奥竹野村                        | 所属変更 城崎郡 奥竹野村 | 奥竹野村                           | 奥竹野村                     | 昭和30年3月3日 竹野村        | 昭和32年4月1日 町制 竹野町  | 平成17年4月1日 豊岡市          | 豊岡市          |
| 美 含 郡 | 大森村       | 大森村                 | 奥竹野村                   | 奥竹野村                        | 所属変更 城崎郡 奥竹野村 | 奥竹野村                           | 奥竹野村                     | 昭和30年3月3日 竹野村        | 昭和32年4月1日 町制 竹野町  | 平成17年4月1日 豊岡市          | 豊岡市          |
| 美 含 郡 | 須野谷村     | 須野谷村               | 奥竹野村                   | 奥竹野村                        | 所属変更 城崎郡 奥竹野村 | 奥竹野村                           | 奥竹野村                     | 昭和30年3月3日 竹野村        | 昭和32年4月1日 町制 竹野町  | 平成17年4月1日 豊岡市          | 豊岡市          |
| 美 含 郡 | 門谷村       | 門谷村                 | 奥竹野村                   | 奥竹野村                        | 所属変更 城崎郡 奥竹野村 | 奥竹野村                           | 奥竹野村                     | 昭和30年3月3日 竹野村        | 昭和32年4月1日 町制 竹野町  | 平成17年4月1日 豊岡市          | 豊岡市          |
| 美 含 郡 | 河内村       | 河内村                 | 奥竹野村                   | 奥竹野村                        | 所属変更 城崎郡 奥竹野村 | 奥竹野村                           | 奥竹野村                     | 昭和30年3月3日 竹野村        | 昭和32年4月1日 町制 竹野町  | 平成17年4月1日 豊岡市          | 豊岡市          |
| 美 含 郡 | 御又村       | 御又村                 | 奥竹野村                   | 奥竹野村                        | 所属変更 城崎郡 奥竹野村 | 奥竹野村                           | 奥竹野村                     | 昭和30年3月3日 竹野村        | 昭和32年4月1日 町制 竹野町  | 平成17年4月1日 豊岡市          | 豊岡市          |
| 美 含 郡 | 小城村       | 小城村                 | 奥竹野村                   | 奥竹野村                        | 所属変更 城崎郡 奥竹野村 | 奥竹野村                           | 奥竹野村                     | 昭和30年3月3日 竹野村        | 昭和32年4月1日 町制 竹野町  | 平成17年4月1日 豊岡市          | 豊岡市          |
| 美 含 郡 | 二連原村     | 二連原村               | 奥竹野村                   | 奥竹野村                        | 所属変更 城崎郡 奥竹野村 | 奥竹野村                           | 奥竹野村                     | 昭和30年3月3日 竹野村        | 昭和32年4月1日 町制 竹野町  | 平成17年4月1日 豊岡市          | 豊岡市          |
| 美 含 郡 | 坊岡村       | 坊岡村                 | 奥竹野村                   | 奥竹野村                        | 所属変更 城崎郡 奥竹野村 | 奥竹野村                           | 奥竹野村                     | 昭和30年3月3日 竹野村        | 昭和32年4月1日 町制 竹野町  | 平成17年4月1日 豊岡市          | 豊岡市          |
| 美 含 郡 | 森本村       | 明治19年 森本村        | 奥竹野村                   | 奥竹野村                        | 所属変更 城崎郡 奥竹野村 | 奥竹野村                           | 奥竹野村                     | 昭和30年3月3日 竹野村        | 昭和32年4月1日 町制 竹野町  | 平成17年4月1日 豊岡市          | 豊岡市          |
| 美 含 郡 | 神原村       | 明治19年 森本村        | 奥竹野村                   | 奥竹野村                        | 所属変更 城崎郡 奥竹野村 | 奥竹野村                           | 奥竹野村                     | 昭和30年3月3日 竹野村        | 昭和32年4月1日 町制 竹野町  | 平成17年4月1日 豊岡市          | 豊岡市          |
| 気 多 郡 | 椒村         | 椒村                   | 三椒村                     | 三椒村                          | 所属変更 城崎郡 三椒村   | 三椒村                             | 三椒村                       | 昭和30年3月3日 竹野村        | 昭和32年4月1日 町制 竹野町  | 平成17年4月1日 豊岡市          | 豊岡市          |
| 気 多 郡 | 三原村       | 三原村                 | 三椒村                     | 三椒村                          | 所属変更 城崎郡 三椒村   | 三椒村                             | 三椒村                       | 昭和30年3月3日 竹野村        | 昭和32年4月1日 町制 竹野町  | 平成17年4月1日 豊岡市          | 豊岡市          |
| 気 多 郡 | 段村         | 段村                   | 三椒村                     | 三椒村                          | 所属変更 城崎郡 三椒村   | 三椒村                             | 三椒村                       | 昭和30年3月3日 竹野村        | 昭和32年4月1日 町制 竹野町  | 平成17年4月1日 豊岡市          | 豊岡市          |
| 気 多 郡 | 久田谷村     | 久田谷村               | 日高村                     | 日高村                          | 所属変更 城崎郡 日高村   | 大正14年11月1日 町制 日高町        | 日高町                       | 昭和30年3月25日 日高町       | 日高町                      | 平成17年4月1日 豊岡市          | 豊岡市          |
| 気 多 郡 | 道場村       | 道場村                 | 日高村                     | 日高村                          | 所属変更 城崎郡 日高村   | 大正14年11月1日 町制 日高町        | 日高町                       | 昭和30年3月25日 日高町       | 日高町                      | 平成17年4月1日 豊岡市          | 豊岡市          |
| 気 多 郡 | 夏栗村       | 夏栗村                 | 日高村                     | 日高村                          | 所属変更 城崎郡 日高村   | 大正14年11月1日 町制 日高町        | 日高町                       | 昭和30年3月25日 日高町       | 日高町                      | 平成17年4月1日 豊岡市          | 豊岡市          |
| 気 多 郡 | 久斗村       | 久斗村                 | 日高村                     | 日高村                          | 所属変更 城崎郡 日高村   | 大正14年11月1日 町制 日高町        | 日高町                       | 昭和30年3月25日 日高町       | 日高町                      | 平成17年4月1日 豊岡市          | 豊岡市          |
| 気 多 郡 | 宵田村       | 宵田村                 | 日高村                     | 日高村                          | 所属変更 城崎郡 日高村   | 大正14年11月1日 町制 日高町        | 日高町                       | 昭和30年3月25日 日高町       | 日高町                      | 平成17年4月1日 豊岡市          | 豊岡市          |
| 気 多 郡 | 江原村       | 江原村                 | 日高村                     | 日高村                          | 所属変更 城崎郡 日高村   | 大正14年11月1日 町制 日高町        | 日高町                       | 昭和30年3月25日 日高町       | 日高町                      | 平成17年4月1日 豊岡市          | 豊岡市          |
| 気 多 郡 | 日置村       | 日置村                 | 日高村                     | 日高村                          | 所属変更 城崎郡 日高村   | 大正14年11月1日 町制 日高町        | 日高町                       | 昭和30年3月25日 日高町       | 日高町                      | 平成17年4月1日 豊岡市          | 豊岡市          |
| 気 多 郡 | 祢布村       | 祢布村                 | 日高村                     | 日高村                          | 所属変更 城崎郡 日高村   | 大正14年11月1日 町制 日高町        | 日高町                       | 昭和30年3月25日 日高町       | 日高町                      | 平成17年4月1日 豊岡市          | 豊岡市          |
| 気 多 郡 | 水上村       | 水上村                 | 日高村                     | 日高村                          | 所属変更 城崎郡 日高村   | 大正14年11月1日 町制 日高町        | 日高町                       | 昭和30年3月25日 日高町       | 日高町                      | 平成17年4月1日 豊岡市          | 豊岡市          |
| 気 多 郡 | 山本村       | 山本村                 | 日高村                     | 日高村                          | 所属変更 城崎郡 日高村   | 大正14年11月1日 町制 日高町        | 日高町                       | 昭和30年3月25日 日高町       | 日高町                      | 平成17年4月1日 豊岡市          | 豊岡市          |
| 気 多 郡 | 多田屋村     | 明治9年 鶴岡村         | 日高村                     | 日高村                          | 所属変更 城崎郡 日高村   | 大正14年11月1日 町制 日高町        | 日高町                       | 昭和30年3月25日 日高町       | 日高町                      | 平成17年4月1日 豊岡市          | 豊岡市          |
| 気 多 郡 | 伊福村       | 明治9年 鶴岡村         | 日高村                     | 日高村                          | 所属変更 城崎郡 日高村   | 大正14年11月1日 町制 日高町        | 日高町                       | 昭和30年3月25日 日高町       | 日高町                      | 平成17年4月1日 豊岡市          | 豊岡市          |
| 気 多 郡 | 国分寺村     | 明治9年 国保村         | 日高村                     | 日高村                          | 所属変更 城崎郡 日高村   | 大正14年11月1日 町制 日高町        | 日高町                       | 昭和30年3月25日 日高町       | 日高町                      | 平成17年4月1日 豊岡市          | 豊岡市          |
| 気 多 郡 | 石立村       | 明治9年 国保村         | 日高村                     | 日高村                          | 所属変更 城崎郡 日高村   | 大正14年11月1日 町制 日高町        | 日高町                       | 昭和30年3月25日 日高町       | 日高町                      | 平成17年4月1日 豊岡市          | 豊岡市          |
| 気 多 郡 | 岩中村       | 明治9年 岩中村         | 日高村                     | 日高村                          | 所属変更 城崎郡 日高村   | 大正14年11月1日 町制 日高町        | 日高町                       | 昭和30年3月25日 日高町       | 日高町                      | 平成17年4月1日 豊岡市          | 豊岡市          |
| 気 多 郡 | 地下村       | 明治9年 岩中村         | 日高村                     | 日高村                          | 所属変更 城崎郡 日高村   | 大正14年11月1日 町制 日高町        | 日高町                       | 昭和30年3月25日 日高町       | 日高町                      | 平成17年4月1日 豊岡市          | 豊岡市          |
| 養 父 郡 | 浅倉村       | 浅倉村                 | 宿南村 の一部              | 宿南村の一部                    | 宿南村 の一部            | 宿南村の一部                       | 昭和30年2月1日 日高町に編入  | 昭和30年3月25日 日高町       | 日高町                      | 平成17年4月1日 豊岡市          | 豊岡市          |
| 養 父 郡 | 赤崎村       | 赤崎村                 | 宿南村 の一部              | 宿南村の一部                    | 宿南村 の一部            | 宿南村の一部                       | 昭和30年2月1日 日高町に編入  | 昭和30年3月25日 日高町       | 日高町                      | 平成17年4月1日 豊岡市          | 豊岡市          |
| 気 多 郡 | 稲葉村       | 稲葉村                 | 西気村                     | 西気村                          | 所属変更 城崎郡 西気村   | 西気村                             | 西気村                       | 昭和30年3月25日 日高町       | 日高町                      | 平成17年4月1日 豊岡市          | 豊岡市          |
| 気 多 郡 | 水口村       | 水口村                 | 西気村                     | 西気村                          | 所属変更 城崎郡 西気村   | 西気村                             | 西気村                       | 昭和30年3月25日 日高町       | 日高町                      | 平成17年4月1日 豊岡市          | 豊岡市          |
| 気 多 郡 | 万劫村       | 万劫村                 | 西気村                     | 西気村                          | 所属変更 城崎郡 西気村   | 西気村                             | 西気村                       | 昭和30年3月25日 日高町       | 日高町                      | 平成17年4月1日 豊岡市          | 豊岡市          |
| 気 多 郡 | 東河内村     | 東河内村               | 西気村                     | 西気村                          | 所属変更 城崎郡 西気村   | 西気村                             | 西気村                       | 昭和30年3月25日 日高町       | 日高町                      | 平成17年4月1日 豊岡市          | 豊岡市          |
| 気 多 郡 | 山田村       | 山田村                 | 西気村                     | 西気村                          | 所属変更 城崎郡 西気村   | 西気村                             | 西気村                       | 昭和30年3月25日 日高町       | 日高町                      | 平成17年4月1日 豊岡市          | 豊岡市          |
| 気 多 郡 | 栗栖野村     | 栗栖野村               | 西気村                     | 西気村                          | 所属変更 城崎郡 西気村   | 西気村                             | 西気村                       | 昭和30年3月25日 日高町       | 日高町                      | 平成17年4月1日 豊岡市          | 豊岡市          |
| 気 多 郡 | 万場村       | 万場村                 | 西気村                     | 西気村                          | 所属変更 城崎郡 西気村   | 西気村                             | 西気村                       | 昭和30年3月25日 日高町       | 日高町                      | 平成17年4月1日 豊岡市          | 豊岡市          |
| 気 多 郡 | 名色村       | 名色村                 | 西気村                     | 明治27年12月15日 分立 清滝村    | 所属変更 城崎郡 清滝村   | 清滝村                             | 清滝村                       | 昭和30年3月25日 日高町       | 日高町                      | 平成17年4月1日 豊岡市          | 豊岡市          |
| 気 多 郡 | 十戸村       | 十戸村                 | 西気村                     | 明治27年12月15日 分立 清滝村    | 所属変更 城崎郡 清滝村   | 清滝村                             | 清滝村                       | 昭和30年3月25日 日高町       | 日高町                      | 平成17年4月1日 豊岡市          | 豊岡市          |
| 気 多 郡 | 頃垣村       | 頃垣村                 | 西気村                     | 明治27年12月15日 分立 清滝村    | 所属変更 城崎郡 清滝村   | 清滝村                             | 清滝村                       | 昭和30年3月25日 日高町       | 日高町                      | 平成17年4月1日 豊岡市          | 豊岡市          |
| 気 多 郡 | 石井村       | 石井村                 | 西気村                     | 明治27年12月15日 分立 清滝村    | 所属変更 城崎郡 清滝村   | 清滝村                             | 清滝村                       | 昭和30年3月25日 日高町       | 日高町                      | 平成17年4月1日 豊岡市          | 豊岡市          |
| 気 多 郡 | 山宮村       | 山宮村                 | 西気村                     | 明治27年12月15日 分立 清滝村    | 所属変更 城崎郡 清滝村   | 清滝村                             | 清滝村                       | 昭和30年3月25日 日高町       | 日高町                      | 平成17年4月1日 豊岡市          | 豊岡市          |
| 気 多 郡 | 栃本村       | 栃本村                 | 西気村                     | 明治27年12月15日 分立 清滝村    | 所属変更 城崎郡 清滝村   | 清滝村                             | 清滝村                       | 昭和30年3月25日 日高町       | 日高町                      | 平成17年4月1日 豊岡市          | 豊岡市          |
| 気 多 郡 | 太多村       | 太多村                 | 西気村                     | 明治27年12月15日 分立 清滝村    | 所属変更 城崎郡 清滝村   | 清滝村                             | 清滝村                       | 昭和30年3月25日 日高町       | 日高町                      | 平成17年4月1日 豊岡市          | 豊岡市          |
| 気 多 郡 | 羽尻村       | 羽尻村                 | 三方村                     | 三方村                          | 所属変更 城崎郡 三方村   | 三方村                             | 三方村                       | 昭和30年3月25日 日高町       | 日高町                      | 平成17年4月1日 豊岡市          | 豊岡市          |
| 気 多 郡 | 殿村         | 殿村                   | 三方村                     | 三方村                          | 所属変更 城崎郡 三方村   | 三方村                             | 三方村                       | 昭和30年3月25日 日高町       | 日高町                      | 平成17年4月1日 豊岡市          | 豊岡市          |
| 気 多 郡 | 田之口村     | 田之口村               | 三方村                     | 三方村                          | 所属変更 城崎郡 三方村   | 三方村                             | 三方村                       | 昭和30年3月25日 日高町       | 日高町                      | 平成17年4月1日 豊岡市          | 豊岡市          |
| 気 多 郡 | 広井村       | 広井村                 | 三方村                     | 三方村                          | 所属変更 城崎郡 三方村   | 三方村                             | 三方村                       | 昭和30年3月25日 日高町       | 日高町                      | 平成17年4月1日 豊岡市          | 豊岡市          |
| 気 多 郡 | 猪子垣村     | 猪子垣村               | 三方村                     | 三方村                          | 所属変更 城崎郡 三方村   | 三方村                             | 三方村                       | 昭和30年3月25日 日高町       | 日高町                      | 平成17年4月1日 豊岡市          | 豊岡市          |
| 気 多 郡 | 芝村         | 芝村                   | 三方村                     | 三方村                          | 所属変更 城崎郡 三方村   | 三方村                             | 三方村                       | 昭和30年3月25日 日高町       | 日高町                      | 平成17年4月1日 豊岡市          | 豊岡市          |
| 気 多 郡 | 庄境村       | 庄境村                 | 三方村                     | 三方村                          | 所属変更 城崎郡 三方村   | 三方村                             | 三方村                       | 昭和30年3月25日 日高町       | 日高町                      | 平成17年4月1日 豊岡市          | 豊岡市          |
| 気 多 郡 | 野村         | 野村                   | 三方村                     | 三方村                          | 所属変更 城崎郡 三方村   | 三方村                             | 三方村                       | 昭和30年3月25日 日高町       | 日高町                      | 平成17年4月1日 豊岡市          | 豊岡市          |
| 気 多 郡 | 三所村       | 三所村                 | 三方村                     | 三方村                          | 所属変更 城崎郡 三方村   | 三方村                             | 三方村                       | 昭和30年3月25日 日高町       | 日高町                      | 平成17年4月1日 豊岡市          | 豊岡市          |
| 気 多 郡 | 荒川村       | 荒川村                 | 三方村                     | 三方村                          | 所属変更 城崎郡 三方村   | 三方村                             | 三方村                       | 昭和30年3月25日 日高町       | 日高町                      | 平成17年4月1日 豊岡市          | 豊岡市          |
| 気 多 郡 | 伊府村       | 伊府村                 | 三方村                     | 三方村                          | 所属変更 城崎郡 三方村   | 三方村                             | 三方村                       | 昭和30年3月25日 日高町       | 日高町                      | 平成17年4月1日 豊岡市          | 豊岡市          |
| 気 多 郡 | 篠垣村       | 篠垣村                 | 三方村                     | 三方村                          | 所属変更 城崎郡 三方村   | 三方村                             | 三方村                       | 昭和30年3月25日 日高町       | 日高町                      | 平成17年4月1日 豊岡市          | 豊岡市          |
| 気 多 郡 | 佐田村       | 佐田村                 | 三方村                     | 三方村                          | 所属変更 城崎郡 三方村   | 三方村                             | 三方村                       | 昭和30年3月25日 日高町       | 日高町                      | 平成17年4月1日 豊岡市          | 豊岡市          |
| 気 多 郡 | 知見村       | 知見村                 | 三方村                     | 三方村                          | 所属変更 城崎郡 三方村   | 三方村                             | 三方村                       | 昭和30年3月25日 日高町       | 日高町                      | 平成17年4月1日 豊岡市          | 豊岡市          |
| 気 多 郡 | 森山村       | 森山村                 | 三方村                     | 三方村                          | 所属変更 城崎郡 三方村   | 三方村                             | 三方村                       | 昭和30年3月25日 日高町       | 日高町                      | 平成17年4月1日 豊岡市          | 豊岡市          |
| 気 多 郡 | 栗山村       | 栗山村                 | 三方村                     | 三方村                          | 所属変更 城崎郡 三方村   | 三方村                             | 三方村                       | 昭和30年3月25日 日高町       | 日高町                      | 平成17年4月1日 豊岡市          | 豊岡市          |
| 気 多 郡 | 観音寺村     | 観音寺村               | 三方村                     | 三方村                          | 所属変更 城崎郡 三方村   | 三方村                             | 三方村                       | 昭和30年3月25日 日高町       | 日高町                      | 平成17年4月1日 豊岡市          | 豊岡市          |
| 気 多 郡 | 海老原村     | 海老原村               | 三方村                     | 三方村                          | 所属変更 城崎郡 三方村   | 三方村                             | 三方村                       | 昭和30年3月25日 日高町       | 日高町                      | 平成17年4月1日 豊岡市          | 豊岡市          |
| 気 多 郡 | 奥八代村     | 明治初年 改称 八代村   | 八代村                     | 八代村                          | 所属変更 城崎郡 八代村   | 八代村                             | 八代村                       | 昭和30年3月25日 日高町       | 日高町                      | 平成17年4月1日 豊岡市          | 豊岡市          |
| 気 多 郡 | 八代中村     | 明治初年 改称 中村     | 八代村                     | 八代村                          | 所属変更 城崎郡 八代村   | 八代村                             | 八代村                       | 昭和30年3月25日 日高町       | 日高町                      | 平成17年4月1日 豊岡市          | 豊岡市          |
| 気 多 郡 | 藤井村       | 藤井村                 | 八代村                     | 八代村                          | 所属変更 城崎郡 八代村   | 八代村                             | 八代村                       | 昭和30年3月25日 日高町       | 日高町                      | 平成17年4月1日 豊岡市          | 豊岡市          |
| 気 多 郡 | 奈佐路村     | 奈佐路村               | 八代村                     | 八代村                          | 所属変更 城崎郡 八代村   | 八代村                             | 八代村                       | 昭和30年3月25日 日高町       | 日高町                      | 平成17年4月1日 豊岡市          | 豊岡市          |
| 気 多 郡 | 谷村         | 谷村                   | 八代村                     | 八代村                          | 所属変更 城崎郡 八代村   | 八代村                             | 八代村                       | 昭和30年3月25日 日高町       | 日高町                      | 平成17年4月1日 豊岡市          | 豊岡市          |
| 気 多 郡 | 猪爪村       | 猪爪村                 | 八代村                     | 八代村                          | 所属変更 城崎郡 八代村   | 八代村                             | 八代村                       | 昭和30年3月25日 日高町       | 日高町                      | 平成17年4月1日 豊岡市          | 豊岡市          |
| 気 多 郡 | 河江村       | 河江村                 | 八代村                     | 八代村                          | 所属変更 城崎郡 八代村   | 八代村                             | 八代村                       | 昭和30年3月25日 日高町       | 日高町                      | 平成17年4月1日 豊岡市          | 豊岡市          |
| 気 多 郡 | 大岡寺村     | 大岡寺村               | 八代村                     | 八代村                          | 所属変更 城崎郡 八代村   | 八代村                             | 八代村                       | 昭和30年3月25日 日高町       | 日高町                      | 平成17年4月1日 豊岡市          | 豊岡市          |
| 気 多 郡 | 松岡村       | 松岡村                 | 国府村                     | 国府村                          | 所属変更 城崎郡 国府村   | 国府村                             | 国府村                       | 昭和30年3月25日 日高町       | 日高町                      | 平成17年4月1日 豊岡市          | 豊岡市          |
| 気 多 郡 | 土居村       | 土居村                 | 国府村                     | 国府村                          | 所属変更 城崎郡 国府村   | 国府村                             | 国府村                       | 昭和30年3月25日 日高町       | 日高町                      | 平成17年4月1日 豊岡市          | 豊岡市          |
| 気 多 郡 | 上郷村       | 上郷村                 | 国府村                     | 国府村                          | 所属変更 城崎郡 国府村   | 国府村                             | 国府村                       | 昭和30年3月25日 日高町       | 日高町                      | 平成17年4月1日 豊岡市          | 豊岡市          |
| 気 多 郡 | 府市場村     | 府市場村               | 国府村                     | 国府村                          | 所属変更 城崎郡 国府村   | 国府村                             | 国府村                       | 昭和30年3月25日 日高町       | 日高町                      | 平成17年4月1日 豊岡市          | 豊岡市          |
| 気 多 郡 | 堀村         | 堀村                   | 国府村                     | 国府村                          | 所属変更 城崎郡 国府村   | 国府村                             | 国府村                       | 昭和30年3月25日 日高町       | 日高町                      | 平成17年4月1日 豊岡市          | 豊岡市          |
| 気 多 郡 | 野々庄村     | 野々庄村               | 国府村                     | 国府村                          | 所属変更 城崎郡 国府村   | 国府村                             | 国府村                       | 昭和30年3月25日 日高町       | 日高町                      | 平成17年4月1日 豊岡市          | 豊岡市          |
| 気 多 郡 | 池上村       | 池上村                 | 国府村                     | 国府村                          | 所属変更 城崎郡 国府村   | 国府村                             | 国府村                       | 昭和30年3月25日 日高町       | 日高町                      | 平成17年4月1日 豊岡市          | 豊岡市          |
| 気 多 郡 | 上石村       | 上石村                 | 国府村                     | 国府村                          | 所属変更 城崎郡 国府村   | 国府村                             | 国府村                       | 昭和30年3月25日 日高町       | 日高町                      | 平成17年4月1日 豊岡市          | 豊岡市          |
| 気 多 郡 | 竹貫村       | 竹貫村                 | 国府村                     | 国府村                          | 所属変更 城崎郡 国府村   | 国府村                             | 国府村                       | 昭和30年3月25日 日高町       | 日高町                      | 平成17年4月1日 豊岡市          | 豊岡市          |
| 気 多 郡 | 新村         | 明治初年 改称 府中新村 | 国府村                     | 国府村                          | 所属変更 城崎郡 国府村   | 国府村                             | 国府村                       | 昭和30年3月25日 日高町       | 日高町                      | 平成17年4月1日 豊岡市          | 豊岡市          |
| 気 多 郡 | 芝村         | 明治初年 東芝村        | 国府村                     | 国府村                          | 所属変更 城崎郡 国府村   | 国府村                             | 国府村                       | 昭和30年3月25日 日高町       | 日高町                      | 平成17年4月1日 豊岡市          | 豊岡市          |
| 気 多 郡 | 芝村         | 明治初年 西芝村        | 国府村                     | 国府村                          | 所属変更 城崎郡 国府村   | 国府村                             | 国府村                       | 昭和30年3月25日 日高町       | 日高町                      | 平成17年4月1日 豊岡市          | 豊岡市          |
| 気 多 郡 | 上佐野村     | 上佐野村               | 国府村                     | 国府村                          | 所属変更 城崎郡 国府村   | 国府村                             | 国府村                       | 昭和30年3月25日 日高町       | 昭和33年1月1日 豊岡市に編入 | 平成17年4月1日 豊岡市          | 豊岡市          |
| 気 多 郡 | 中郷村       | 中郷村                 | 中筋村                     | 中筋村                          | 所属変更 城崎郡 中筋村   | 中筋村                             | 昭和25年4月1日 豊岡市        | 昭和25年4月1日 豊岡市        | 豊岡市                      | 平成17年4月1日 豊岡市          | 豊岡市          |
| 気 多 郡 | 引野村       | 引野村                 | 中筋村                     | 中筋村                          | 所属変更 城崎郡 中筋村   | 中筋村                             | 昭和25年4月1日 豊岡市        | 昭和25年4月1日 豊岡市        | 豊岡市                      | 平成17年4月1日 豊岡市          | 豊岡市          |
| 気 多 郡 | 土淵村       | 土淵村                 | 中筋村                     | 中筋村                          | 所属変更 城崎郡 中筋村   | 中筋村                             | 昭和25年4月1日 豊岡市        | 昭和25年4月1日 豊岡市        | 豊岡市                      | 平成17年4月1日 豊岡市          | 豊岡市          |
| 気 多 郡 | 加陽村       | 加陽村                 | 中筋村                     | 中筋村                          | 所属変更 城崎郡 中筋村   | 中筋村                             | 昭和25年4月1日 豊岡市        | 昭和25年4月1日 豊岡市        | 豊岡市                      | 平成17年4月1日 豊岡市          | 豊岡市          |
| 気 多 郡 | 清冷寺村     | 清冷寺村               | 中筋村                     | 中筋村                          | 所属変更 城崎郡 中筋村   | 中筋村                             | 昭和25年4月1日 豊岡市        | 昭和25年4月1日 豊岡市        | 豊岡市                      | 平成17年4月1日 豊岡市          | 豊岡市          |
| 気 多 郡 | 伏村         | 伏村                   | 中筋村                     | 中筋村                          | 所属変更 城崎郡 中筋村   | 中筋村                             | 昭和25年4月1日 豊岡市        | 昭和25年4月1日 豊岡市        | 豊岡市                      | 平成17年4月1日 豊岡市          | 豊岡市          |
| 気 多 郡 | 八社宮村     | 八社宮村               | 中筋村                     | 中筋村                          | 所属変更 城崎郡 中筋村   | 中筋村                             | 昭和25年4月1日 豊岡市        | 昭和25年4月1日 豊岡市        | 豊岡市                      | 平成17年4月1日 豊岡市          | 豊岡市          |
| 城 崎 郡 | 正法寺村     | 正法寺村               | 五荘村                     | 五荘村                          | 五荘村                   | 五荘村                             | 昭和25年4月1日 豊岡市        | 昭和25年4月1日 豊岡市        | 豊岡市                      | 平成17年4月1日 豊岡市          | 豊岡市          |
| 城 崎 郡 | 戸牧村       | 戸牧村                 | 五荘村                     | 五荘村                          | 五荘村                   | 五荘村                             | 昭和25年4月1日 豊岡市        | 昭和25年4月1日 豊岡市        | 豊岡市                      | 平成17年4月1日 豊岡市          | 豊岡市          |
| 城 崎 郡 | 高屋村       | 高屋村                 | 五荘村                     | 五荘村                          | 五荘村                   | 五荘村                             | 昭和25年4月1日 豊岡市        | 昭和25年4月1日 豊岡市        | 豊岡市                      | 平成17年4月1日 豊岡市          | 豊岡市          |
| 城 崎 郡 | 福田村       | 福田村                 | 五荘村                     | 五荘村                          | 五荘村                   | 五荘村                             | 昭和25年4月1日 豊岡市        | 昭和25年4月1日 豊岡市        | 豊岡市                      | 平成17年4月1日 豊岡市          | 豊岡市          |
| 城 崎 郡 | 栃江村       | 栃江村                 | 五荘村                     | 五荘村                          | 五荘村                   | 五荘村                             | 昭和25年4月1日 豊岡市        | 昭和25年4月1日 豊岡市        | 豊岡市                      | 平成17年4月1日 豊岡市          | 豊岡市          |
| 城 崎 郡 | 森津村       | 森津村                 | 五荘村                     | 五荘村                          | 五荘村                   | 五荘村                             | 昭和25年4月1日 豊岡市        | 昭和25年4月1日 豊岡市        | 豊岡市                      | 平成17年4月1日 豊岡市          | 豊岡市          |
| 城 崎 郡 | 滝村         | 滝村                   | 五荘村                     | 五荘村                          | 五荘村                   | 五荘村                             | 昭和25年4月1日 豊岡市        | 昭和25年4月1日 豊岡市        | 豊岡市                      | 平成17年4月1日 豊岡市          | 豊岡市          |
| 城 崎 郡 | 新堂村       | 新堂村                 | 五荘村                     | 五荘村                          | 五荘村                   | 五荘村                             | 昭和25年4月1日 豊岡市        | 昭和25年4月1日 豊岡市        | 豊岡市                      | 平成17年4月1日 豊岡市          | 豊岡市          |
| 城 崎 郡 | 岩熊村       | 岩熊村                 | 五荘村                     | 五荘村                          | 五荘村                   | 五荘村                             | 昭和25年4月1日 豊岡市        | 昭和25年4月1日 豊岡市        | 豊岡市                      | 平成17年4月1日 豊岡市          | 豊岡市          |
| 城 崎 郡 | 江野村       | 江野村                 | 五荘村                     | 五荘村                          | 五荘村                   | 五荘村                             | 昭和25年4月1日 豊岡市        | 昭和25年4月1日 豊岡市        | 豊岡市                      | 平成17年4月1日 豊岡市          | 豊岡市          |
| 城 崎 郡 | 伊賀谷村     | 伊賀谷村               | 五荘村                     | 五荘村                          | 五荘村                   | 五荘村                             | 昭和25年4月1日 豊岡市        | 昭和25年4月1日 豊岡市        | 豊岡市                      | 平成17年4月1日 豊岡市          | 豊岡市          |
| 城 崎 郡 | 下陰村       | 下陰村                 | 五荘村                     | 五荘村                          | 五荘村                   | 五荘村                             | 昭和25年4月1日 豊岡市        | 昭和25年4月1日 豊岡市        | 豊岡市                      | 平成17年4月1日 豊岡市          | 豊岡市          |
| 城 崎 郡 | 下陰村       | 明治5年 分立 中陰村    | 五荘村                     | 五荘村                          | 五荘村                   | 五荘村                             | 昭和25年4月1日 豊岡市        | 昭和25年4月1日 豊岡市        | 豊岡市                      | 平成17年4月1日 豊岡市          | 豊岡市          |
| 城 崎 郡 | 上陰村       | 上陰村                 | 五荘村                     | 五荘村                          | 五荘村                   | 五荘村                             | 昭和25年4月1日 豊岡市        | 昭和25年4月1日 豊岡市        | 豊岡市                      | 平成17年4月1日 豊岡市          | 豊岡市          |
| 城 崎 郡 | 塩津村       | 塩津村                 | 新田村                     | 新田村                          | 新田村                   | 新田村                             | 昭和25年4月1日 豊岡市        | 昭和25年4月1日 豊岡市        | 豊岡市                      | 平成17年4月1日 豊岡市          | 豊岡市          |
| 城 崎 郡 | 江本村       | 江本村                 | 新田村                     | 新田村                          | 新田村                   | 新田村                             | 昭和25年4月1日 豊岡市        | 昭和25年4月1日 豊岡市        | 豊岡市                      | 平成17年4月1日 豊岡市          | 豊岡市          |
| 城 崎 郡 | 今森村       | 今森村                 | 新田村                     | 新田村                          | 新田村                   | 新田村                             | 昭和25年4月1日 豊岡市        | 昭和25年4月1日 豊岡市        | 豊岡市                      | 平成17年4月1日 豊岡市          | 豊岡市          |
| 城 崎 郡 | 駄坂村       | 駄坂村                 | 新田村                     | 新田村                          | 新田村                   | 新田村                             | 昭和25年4月1日 豊岡市        | 昭和25年4月1日 豊岡市        | 豊岡市                      | 平成17年4月1日 豊岡市          | 豊岡市          |
| 城 崎 郡 | 木内村       | 木内村                 | 新田村                     | 新田村                          | 新田村                   | 新田村                             | 昭和25年4月1日 豊岡市        | 昭和25年4月1日 豊岡市        | 豊岡市                      | 平成17年4月1日 豊岡市          | 豊岡市          |
| 城 崎 郡 | 大篠岡村     | 大篠岡村               | 新田村                     | 新田村                          | 新田村                   | 新田村                             | 昭和25年4月1日 豊岡市        | 昭和25年4月1日 豊岡市        | 豊岡市                      | 平成17年4月1日 豊岡市          | 豊岡市          |
| 城 崎 郡 | 中谷村       | 中谷村                 | 新田村                     | 新田村                          | 新田村                   | 新田村                             | 昭和25年4月1日 豊岡市        | 昭和25年4月1日 豊岡市        | 豊岡市                      | 平成17年4月1日 豊岡市          | 豊岡市          |
| 城 崎 郡 | 河谷村       | 河谷村                 | 新田村                     | 新田村                          | 新田村                   | 新田村                             | 昭和25年4月1日 豊岡市        | 昭和25年4月1日 豊岡市        | 豊岡市                      | 平成17年4月1日 豊岡市          | 豊岡市          |
| 城 崎 郡 | 百合地村     | 百合地村               | 新田村                     | 新田村                          | 新田村                   | 新田村                             | 昭和25年4月1日 豊岡市        | 昭和25年4月1日 豊岡市        | 豊岡市                      | 平成17年4月1日 豊岡市          | 豊岡市          |
| 城 崎 郡 | 立野村       | 立野村                 | 新田村                     | 新田村                          | 新田村                   | 昭和8年4月1日 豊岡町に編入         | 昭和25年4月1日 豊岡市        | 昭和25年4月1日 豊岡市        | 豊岡市                      | 平成17年4月1日 豊岡市          | 豊岡市          |
| 城 崎 郡 | 佐野村       | 佐野村                 | 八条村                     | 八条村                          | 八条村                   | 昭和8年4月1日 豊岡町に編入         | 昭和25年4月1日 豊岡市        | 昭和25年4月1日 豊岡市        | 豊岡市                      | 平成17年4月1日 豊岡市          | 豊岡市          |
| 城 崎 郡 | 妙楽寺村     | 妙楽寺村               | 八条村                     | 八条村                          | 八条村                   | 昭和8年4月1日 豊岡町に編入         | 昭和25年4月1日 豊岡市        | 昭和25年4月1日 豊岡市        | 豊岡市                      | 平成17年4月1日 豊岡市          | 豊岡市          |
| 城 崎 郡 | 九日市上町村 | 九日市上町村           | 八条村                     | 八条村                          | 八条村                   | 昭和8年4月1日 豊岡町に編入         | 昭和25年4月1日 豊岡市        | 昭和25年4月1日 豊岡市        | 豊岡市                      | 平成17年4月1日 豊岡市          | 豊岡市          |
| 城 崎 郡 | 九日市中町村 | 九日市中町村           | 八条村                     | 八条村                          | 八条村                   | 昭和8年4月1日 豊岡町に編入         | 昭和25年4月1日 豊岡市        | 昭和25年4月1日 豊岡市        | 豊岡市                      | 平成17年4月1日 豊岡市          | 豊岡市          |
| 城 崎 郡 | 九日市下町村 | 九日市下町村           | 八条村                     | 八条村                          | 八条村                   | 昭和8年4月1日 豊岡町に編入         | 昭和25年4月1日 豊岡市        | 昭和25年4月1日 豊岡市        | 豊岡市                      | 平成17年4月1日 豊岡市          | 豊岡市          |
| 城 崎 郡 | 小尾崎村     | 小尾崎村               | 八条村                     | 八条村                          | 八条村                   | 昭和8年4月1日 豊岡町に編入         | 昭和25年4月1日 豊岡市        | 昭和25年4月1日 豊岡市        | 豊岡市                      | 平成17年4月1日 豊岡市          | 豊岡市          |
| 城 崎 郡 | 大磯村       | 大磯村                 | 八条村                     | 八条村                          | 八条村                   | 昭和8年4月1日 豊岡町に編入         | 昭和25年4月1日 豊岡市        | 昭和25年4月1日 豊岡市        | 豊岡市                      | 平成17年4月1日 豊岡市          | 豊岡市          |
| 城 崎 郡 | 豊岡町       | 豊岡町                 | 豊岡町                     | 豊岡町                          | 豊岡町                   | 豊岡町                             | 昭和25年4月1日 豊岡市        | 昭和25年4月1日 豊岡市        | 豊岡市                      | 平成17年4月1日 豊岡市          | 豊岡市          |
| 城 崎 郡 | 船町村       | 船町村                 | 田鶴野村                   | 田鶴野村                        | 田鶴野村                 | 昭和18年4月1日 豊岡町に編入        | 昭和25年4月1日 豊岡市        | 昭和25年4月1日 豊岡市        | 豊岡市                      | 平成17年4月1日 豊岡市          | 豊岡市          |
| 城 崎 郡 | 山本村       | 山本村                 | 田鶴野村                   | 田鶴野村                        | 田鶴野村                 | 昭和18年4月1日 豊岡町に編入        | 昭和25年4月1日 豊岡市        | 昭和25年4月1日 豊岡市        | 豊岡市                      | 平成17年4月1日 豊岡市          | 豊岡市          |
| 城 崎 郡 | 金剛寺村     | 金剛寺村               | 田鶴野村                   | 田鶴野村                        | 田鶴野村                 | 昭和18年4月1日 豊岡町に編入        | 昭和25年4月1日 豊岡市        | 昭和25年4月1日 豊岡市        | 豊岡市                      | 平成17年4月1日 豊岡市          | 豊岡市          |
| 城 崎 郡 | 森村         | 森村                   | 田鶴野村                   | 田鶴野村                        | 田鶴野村                 | 昭和18年4月1日 豊岡町に編入        | 昭和25年4月1日 豊岡市        | 昭和25年4月1日 豊岡市        | 豊岡市                      | 平成17年4月1日 豊岡市          | 豊岡市          |
| 城 崎 郡 | 宮島村       | 宮島村                 | 田鶴野村                   | 田鶴野村                        | 田鶴野村                 | 昭和18年4月1日 豊岡町に編入        | 昭和25年4月1日 豊岡市        | 昭和25年4月1日 豊岡市        | 豊岡市                      | 平成17年4月1日 豊岡市          | 豊岡市          |
| 城 崎 郡 | 野上村       | 野上村                 | 田鶴野村                   | 田鶴野村                        | 田鶴野村                 | 昭和18年4月1日 豊岡町に編入        | 昭和25年4月1日 豊岡市        | 昭和25年4月1日 豊岡市        | 豊岡市                      | 平成17年4月1日 豊岡市          | 豊岡市          |
| 城 崎 郡 | 下鶴井村     | 下鶴井村               | 田鶴野村                   | 田鶴野村                        | 田鶴野村                 | 昭和18年4月1日 豊岡町に編入        | 昭和25年4月1日 豊岡市        | 昭和25年4月1日 豊岡市        | 豊岡市                      | 平成17年4月1日 豊岡市          | 豊岡市          |
| 城 崎 郡 | 赤石村       | 赤石村                 | 田鶴野村                   | 田鶴野村                        | 田鶴野村                 | 昭和18年4月1日 豊岡町に編入        | 昭和25年4月1日 豊岡市        | 昭和25年4月1日 豊岡市        | 豊岡市                      | 平成17年4月1日 豊岡市          | 豊岡市          |
| 城 崎 郡 | 一日市村     | 一日市村               | 田鶴野村                   | 田鶴野村                        | 田鶴野村                 | 昭和18年4月1日 豊岡町に編入        | 昭和25年4月1日 豊岡市        | 昭和25年4月1日 豊岡市        | 豊岡市                      | 平成17年4月1日 豊岡市          | 豊岡市          |
| 城 崎 郡 | 法花寺村     | 法花寺村               | 三江村                     | 三江村                          | 三江村                   | 昭和18年8月1日 豊岡町に編入        | 昭和25年4月1日 豊岡市        | 昭和25年4月1日 豊岡市        | 豊岡市                      | 平成17年4月1日 豊岡市          | 豊岡市          |
| 城 崎 郡 | 祥雲寺村     | 祥雲寺村               | 三江村                     | 三江村                          | 三江村                   | 昭和18年8月1日 豊岡町に編入        | 昭和25年4月1日 豊岡市        | 昭和25年4月1日 豊岡市        | 豊岡市                      | 平成17年4月1日 豊岡市          | 豊岡市          |
| 城 崎 郡 | 南谷村       | 南谷村                 | 三江村                     | 三江村                          | 三江村                   | 昭和18年8月1日 豊岡町に編入        | 昭和25年4月1日 豊岡市        | 昭和25年4月1日 豊岡市        | 豊岡市                      | 平成17年4月1日 豊岡市          | 豊岡市          |
| 城 崎 郡 | 馬路村       | 馬路村                 | 三江村                     | 三江村                          | 三江村                   | 昭和18年8月1日 豊岡町に編入        | 昭和25年4月1日 豊岡市        | 昭和25年4月1日 豊岡市        | 豊岡市                      | 平成17年4月1日 豊岡市          | 豊岡市          |
| 城 崎 郡 | 鎌田村       | 鎌田村                 | 三江村                     | 三江村                          | 三江村                   | 昭和18年8月1日 豊岡町に編入        | 昭和25年4月1日 豊岡市        | 昭和25年4月1日 豊岡市        | 豊岡市                      | 平成17年4月1日 豊岡市          | 豊岡市          |
| 城 崎 郡 | 下宮村       | 下宮村                 | 三江村                     | 三江村                          | 三江村                   | 昭和18年8月1日 豊岡町に編入        | 昭和25年4月1日 豊岡市        | 昭和25年4月1日 豊岡市        | 豊岡市                      | 平成17年4月1日 豊岡市          | 豊岡市          |
| 城 崎 郡 | 庄境村       | 庄境村                 | 三江村                     | 三江村                          | 三江村                   | 昭和18年8月1日 豊岡町に編入        | 昭和25年4月1日 豊岡市        | 昭和25年4月1日 豊岡市        | 豊岡市                      | 平成17年4月1日 豊岡市          | 豊岡市          |
| 城 崎 郡 | 梶原村       | 梶原村                 | 三江村                     | 三江村                          | 三江村                   | 昭和18年8月1日 豊岡町に編入        | 昭和25年4月1日 豊岡市        | 昭和25年4月1日 豊岡市        | 豊岡市                      | 平成17年4月1日 豊岡市          | 豊岡市          |
| 城 崎 郡 | 火撫村       | 火撫村                 | 三江村                     | 三江村                          | 三江村                   | 昭和18年8月1日 豊岡町に編入        | 昭和25年4月1日 豊岡市        | 昭和25年4月1日 豊岡市        | 豊岡市                      | 平成17年4月1日 豊岡市          | 豊岡市          |
| 城 崎 郡 | 六地蔵村     | 六地蔵村               | 三江村                     | 三江村                          | 三江村                   | 昭和18年8月1日 豊岡町に編入        | 昭和25年4月1日 豊岡市        | 昭和25年4月1日 豊岡市        | 豊岡市                      | 平成17年4月1日 豊岡市          | 豊岡市          |
| 城 崎 郡 | 宮井村       | 宮井村                 | 奈佐村                     | 奈佐村                          | 奈佐村                   | 奈佐村                             | 奈佐村                       | 昭和30年4月1日 豊岡市に編入  | 豊岡市                      | 平成17年4月1日 豊岡市          | 豊岡市          |
| 城 崎 郡 | 岩井村       | 岩井村                 | 奈佐村                     | 奈佐村                          | 奈佐村                   | 奈佐村                             | 奈佐村                       | 昭和30年4月1日 豊岡市に編入  | 豊岡市                      | 平成17年4月1日 豊岡市          | 豊岡市          |
| 城 崎 郡 | 庄村         | 庄村                   | 奈佐村                     | 奈佐村                          | 奈佐村                   | 奈佐村                             | 奈佐村                       | 昭和30年4月1日 豊岡市に編入  | 豊岡市                      | 平成17年4月1日 豊岡市          | 豊岡市          |
| 城 崎 郡 | 吉井村       | 吉井村                 | 奈佐村                     | 奈佐村                          | 奈佐村                   | 奈佐村                             | 奈佐村                       | 昭和30年4月1日 豊岡市に編入  | 豊岡市                      | 平成17年4月1日 豊岡市          | 豊岡市          |
| 城 崎 郡 | 野垣村       | 野垣村                 | 奈佐村                     | 奈佐村                          | 奈佐村                   | 奈佐村                             | 奈佐村                       | 昭和30年4月1日 豊岡市に編入  | 豊岡市                      | 平成17年4月1日 豊岡市          | 豊岡市          |
| 城 崎 郡 | 福成寺村     | 福成寺村               | 奈佐村                     | 奈佐村                          | 奈佐村                   | 奈佐村                             | 奈佐村                       | 昭和30年4月1日 豊岡市に編入  | 豊岡市                      | 平成17年4月1日 豊岡市          | 豊岡市          |
| 城 崎 郡 | 大谷村       | 大谷村                 | 奈佐村                     | 奈佐村                          | 奈佐村                   | 奈佐村                             | 奈佐村                       | 昭和30年4月1日 豊岡市に編入  | 豊岡市                      | 平成17年4月1日 豊岡市          | 豊岡市          |
| 城 崎 郡 | 内町村       | 内町村                 | 奈佐村                     | 奈佐村                          | 奈佐村                   | 奈佐村                             | 奈佐村                       | 昭和30年4月1日 豊岡市に編入  | 豊岡市                      | 平成17年4月1日 豊岡市          | 豊岡市          |
| 城 崎 郡 | 辻村         | 辻村                   | 奈佐村                     | 奈佐村                          | 奈佐村                   | 奈佐村                             | 奈佐村                       | 昭和30年4月1日 豊岡市に編入  | 豊岡市                      | 平成17年4月1日 豊岡市          | 豊岡市          |
| 城 崎 郡 | 目坂村       | 目坂村                 | 奈佐村                     | 奈佐村                          | 奈佐村                   | 奈佐村                             | 奈佐村                       | 昭和30年4月1日 豊岡市に編入  | 豊岡市                      | 平成17年4月1日 豊岡市          | 豊岡市          |
| 城 崎 郡 | 船谷村       | 船谷村                 | 奈佐村                     | 奈佐村                          | 奈佐村                   | 奈佐村                             | 奈佐村                       | 昭和30年4月1日 豊岡市に編入  | 豊岡市                      | 平成17年4月1日 豊岡市          | 豊岡市          |
| 城 崎 郡 | 小島村       | 小島村                 | 港村                       | 港村                            | 港村                     | 港村                               | 港村                         | 昭和30年4月1日 豊岡市に編入  | 豊岡市                      | 平成17年4月1日 豊岡市          | 豊岡市          |
| 城 崎 郡 | 瀬戸村       | 瀬戸村                 | 港村                       | 港村                            | 港村                     | 港村                               | 港村                         | 昭和30年4月1日 豊岡市に編入  | 豊岡市                      | 平成17年4月1日 豊岡市          | 豊岡市          |
| 城 崎 郡 | 津居山村     | 津居山村               | 港村                       | 港村                            | 港村                     | 港村                               | 港村                         | 昭和30年4月1日 豊岡市に編入  | 豊岡市                      | 平成17年4月1日 豊岡市          | 豊岡市          |
| 城 崎 郡 | 気比村       | 気比村                 | 港村                       | 港村                            | 港村                     | 港村                               | 港村                         | 昭和30年4月1日 豊岡市に編入  | 豊岡市                      | 平成17年4月1日 豊岡市          | 豊岡市          |
| 城 崎 郡 | 田結村       | 田結村                 | 港村                       | 港村                            | 港村                     | 港村                               | 港村                         | 昭和30年4月1日 豊岡市に編入  | 豊岡市                      | 平成17年4月1日 豊岡市          | 豊岡市          |
| 城 崎 郡 | 畑上村       | 畑上村                 | 港村                       | 港村                            | 港村                     | 港村                               | 港村                         | 昭和30年4月1日 豊岡市に編入  | 豊岡市                      | 平成17年4月1日 豊岡市          | 豊岡市          |
| 城 崎 郡 | 三原村       | 三原村                 | 港村                       | 港村                            | 港村                     | 港村                               | 港村                         | 昭和30年4月1日 豊岡市に編入  | 豊岡市                      | 平成17年4月1日 豊岡市          | 豊岡市          |
| 城 崎 郡 | 湯島村       | 湯島村                 | 湯島村                     | 明治28年3月15日 町制改称 城崎町 | 城崎町                   | 城崎町                             | 昭和30年2月1日 城崎町        | 昭和30年2月1日 城崎町        | 城崎町                      | 平成17年4月1日 豊岡市          | 豊岡市          |
| 城 崎 郡 | 今津村       | 今津村                 | 湯島村                     | 明治28年3月15日 町制改称 城崎町 | 城崎町                   | 城崎町                             | 昭和30年2月1日 城崎町        | 昭和30年2月1日 城崎町        | 城崎町                      | 平成17年4月1日 豊岡市          | 豊岡市          |
| 城 崎 郡 | 桃島村       | 桃島村                 | 湯島村                     | 明治28年3月15日 町制改称 城崎町 | 城崎町                   | 城崎町                             | 昭和30年2月1日 城崎町        | 昭和30年2月1日 城崎町        | 城崎町                      | 平成17年4月1日 豊岡市          | 豊岡市          |
| 城 崎 郡 | 来日村       | 来日村                 | 内川村                     | 内川村                          | 内川村                   | 内川村                             | 昭和30年2月1日 城崎町        | 昭和30年2月1日 城崎町        | 城崎町                      | 平成17年4月1日 豊岡市          | 豊岡市          |
| 城 崎 郡 | 結村         | 結村                   | 内川村                     | 内川村                          | 内川村                   | 内川村                             | 昭和30年2月1日 城崎町        | 昭和30年2月1日 城崎町        | 城崎町                      | 平成17年4月1日 豊岡市          | 豊岡市          |
| 城 崎 郡 | 戸島村       | 戸島村                 | 内川村                     | 内川村                          | 内川村                   | 内川村                             | 昭和30年2月1日 城崎町        | 昭和30年2月1日 城崎町        | 城崎町                      | 平成17年4月1日 豊岡市          | 豊岡市          |
| 城 崎 郡 | 楽々浦村     | 楽々浦村               | 内川村                     | 内川村                          | 内川村                   | 内川村                             | 昭和30年2月1日 城崎町        | 昭和30年2月1日 城崎町        | 城崎町                      | 平成17年4月1日 豊岡市          | 豊岡市          |
| 城 崎 郡 | 飯谷村       | 飯谷村                 | 内川村                     | 内川村                          | 内川村                   | 内川村                             | 昭和30年2月1日 城崎町        | 昭和30年2月1日 城崎町        | 城崎町                      | 平成17年4月1日 豊岡市          | 豊岡市          |
| 城 崎 郡 | 上山村       | 明治16年 上山村        | 内川村                     | 内川村                          | 内川村                   | 内川村                             | 昭和30年2月1日 城崎町        | 昭和30年2月1日 城崎町        | 城崎町                      | 平成17年4月1日 豊岡市          | 豊岡市          |
| 城 崎 郡 | 簸磯村       | 明治16年 上山村        | 内川村                     | 内川村                          | 内川村                   | 内川村                             | 昭和30年2月1日 城崎町        | 昭和30年2月1日 城崎町        | 城崎町                      | 平成17年4月1日 豊岡市          | 豊岡市          |

## 行政
城崎・美含郡長
| 代 | 氏名 | 就任年月日               | 退任年月日                | 備考                                       |
| -- | ---- | ------------------------ | ------------------------- | ------------------------------------------ |
| 1  |      | 明治12年（1879年）1月8日 |                           |                                            |
|    |      |                          | 明治29年（1896年）3月31日 | 美含郡・気多郡との合併により旧・城崎郡廃止 |

城崎郡長
| 代 | 氏名 | 就任年月日               | 退任年月日                | 備考                   |
| -- | ---- | ------------------------ | ------------------------- | ---------------------- |
| 1  |      | 明治29年（1896年）4月1日 |                           |                        |
|    |      |                          | 大正15年（1926年）6月30日 | 郡役所廃止により、廃官 |